# お素敵ダーリン
『お素敵ダーリン』（おすてきダーリン）は、藤崎真緒による日本の漫画作品。『ザ花とゆめ』（白泉社）2004年8/1号から2005年10/1号まで連載された。物語は未完で、作者は今後の詳細は決まり次第知らせるとしていたが、『別冊花とゆめ』（白泉社）2015年5月号より連載再開し、2015年9月号で完結した。単行本全3巻。
また、本作品の続編「超☆お素敵ダーリン」が『別冊花とゆめ』2006年9月号から2007年5月号まで連載された。全8話。単行本全2巻。

## あらすじ
巨乳でスタイル抜群、性格も男勝りな高校3年生の芹佳。だがその実像は、純文学を愛する、読書好きで恋愛に奥手な女の子だった。ある日、初恋の相手で兄のように慕っていた慶が姉と結婚して、ショックを受ける。そんな芹佳に下級生の青クンが突然告白してくる。思わず承諾し、青クンとつき合うことになったものの、初めての経験に戸惑う芹佳。しかし、好意を率直に伝えてくる彼の素直さに触れ、また、自分に正直になるよう諭されるうち、芹佳は恋の主導権を奪われ、青クンにメロメロになっていく。

## 登場人物
年齢は、いずれも登場時のもの。
櫂原 芹佳（かいばら せりか）
18歳の高校3年生。巨乳でスタイル抜群。読書大好きな図書委員長。青クンと付き合うようになるが、何かと悩みも増えてしまい……。
青木 大樹（あおき たいき）
通称・青クン。図書委員の1年生。15歳。年下で背も芹佳より低いが、かなりのテクニシャンらしい。芹佳、遠山とは中学も同じ。その頃から芹佳に想いを寄せていた。芹佳との恋愛では、愛情を誠実、素直に伝えながら、年に似合わない紳士的な振る舞いで、その主導権を握る。
遠山 秀一（とおやま しゅういち）
18歳の高校3年生。幼稚園の頃から芹佳に片思い、ほぼ毎日「Hしよう」とせまっては相手にされていなかった。
吉井 逸子（よしい いつこ）
芹佳の実姉。29歳。幼馴染みの慶と結婚。芹佳を姉として思いやり見守る。現在妊娠中だがお腹はまだ目立たない。
吉井 慶（よしい けい）
小説家。29歳。芹佳が12年片想いしていた相手で逸子の夫。芹佳を義妹として溺愛し、彼女の恋愛を素直に認められない。
羽村 結美（はむら ゆみ）
クッキング部所属で、青クンの同級生。
高津 みちる（たかつ）
芹佳達が旅行した際に泊まった別荘（慶の知人の物）の管理人代理。15歳。高校を中退したため働くつもりだったが、大叔母（管理人）の勧めで芹佳達の高校に編入する。

## 書誌情報
- 藤崎真緒 『お素敵ダーリン』 白泉社〈花とゆめコミックス〉、全3巻
  1. 2004年12月16日発売、ISBN 4-592-18820-9
  2. 2005年12月16日発売、ISBN 4-592-18158-1
  3. 2015年11月20日発売、ISBN 978-4-592-21415-1
- 藤崎真緒 『超☆お素敵ダーリン』 白泉社〈花とゆめコミックス〉、全2巻
  1. 2007年1月19日発売、ISBN 978-4-592-18159-0
  2. 2007年7月19日発売、ISBN 978-4-592-18160-6